# State of Euphoria
| Оценки критиков | Оценки критиков |
| Источник        | Оценка          |
| --------------- | --------------- |
| Allmusic        | [ 1 ]           |
| Metal Forces    | (10/10)         |
| Piero Scaruffi  | [ 3 ]           |
| Martin Popoff   | [ 4 ]           |

State of Euphoria (с англ. — «Состояние эйфории») — четвёртый студийный альбом американской группы Anthrax, выпущенный в сентябре 1988 года на лейбле Megaforce Records.
Диск занял 30-е место в американском чарте Billboard 200.

## Список композиций
| №  | Название                    | Длительность |
| -- | --------------------------- | ------------ |
| 1. | «Be All, End All»           | 6:22         |
| 2. | «Out of Sight, Out of Mind» | 5:13         |
| 3. | «Make Me Laugh»             | 5:41         |
| 4. | «Antisocial» (Trust cover)  | 4:27         |
| 5. | «Who Cares Wins»            | 7:35         |

| №   | Название               | Длительность |
| --- | ---------------------- | ------------ |
| 6.  | «Now It's Dark»        | 5:34         |
| 7.  | «Schism»               | 5:27         |
| 8.  | «Misery Loves Company» | 5:40         |
| 9.  | «13» (Instrumental)    | 0:49         |
| 10. | «Fīnalē»               | 5:47         |

## Состав
Члены группы
- Джои Беладонна – вокал
- Дэн Шпиц – соло-гитара
- Скотт Иэн – ритм-гитара, бэк-вокал
- Фрэнк Белло – бас-гитара, бэк-вокал
- Чарли Бенанте – ударные

Приглашенные музыканты
- Кэрол Фридман – виолончель

Производство
- Anthrax и Марк Додсон – продюсер
- Алекс Периалас – звукорежиссёр, сопродюсер
- Бриджет Дэли, Пол Спек – помощники звукорежиссёра
- Джон Зазула и Марша Зазула – исполнительные продюсеры
- Дон Братигам, Морт Друкер – обложка
- Джин Эмбо – фотография

## Сертификации
| Регион                                                      | Сертификация | Продажи  |
| ----------------------------------------------------------- | ------------ | -------- |
| Канада (Music Canada)                                       | Золотой      | 50 000^  |
| Великобритания (BPI)                                        | Серебряный   | 60 000^  |
| США (RIAA)                                                  | Золотой      | 500 000^ |
| ^ Данные о тиражах приведены только на основе сертификации. |              |          |